# Jesús Pla Herrero
Jesús Pla Herrero (Agullent, Vall d'Albaida, 1973) és un polític valencià, alcalde d'Agullent de 2007 a 2019 i diputat a les Corts Valencianes en la X legislatura (2019-2023).
És llicenciat en dret per la Universitat de València i ha exercit com advocat. Ha estat regidor del Bloc Nacionalista Valencià (BLOC) al seu ajuntament des de 2003. En 2007, el BLOC va obtenir 5 regidors, i Jesús Pla va ser investit alcalde amb el suport del PSPV. Quatre anys després, a les eleccions de 2011, el BLOC va obtenir a Agullent una espectacular majoria absoluta amb més de mil vots (el 64,2% dels vots) i 8 regidors d'11 possibles. Va renovar la majora absoluta a les eleccions municipals de 2015 i va cedir el lideratge del partit i l'alcaldia a les eleccions de 2019 quan va ser elegit diputat a les Corts Valencianes.